# Geraldine Knight Scott

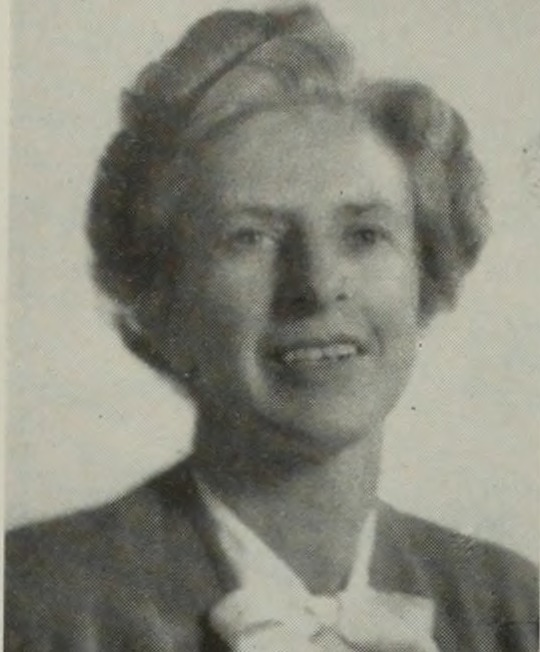
Geraldine Knight Scott, 1947

Geraldine Knight Scott (* 16. Juli 1904 in Wallace, Idaho; † 2. August 1989 in Berkeley, Kalifornien) war eine US-amerikanische Landschaftsarchitektin und eine Pionierin von Frauen in diesem Feld. Sie lehrte Landschaftsarchitektur an der University of California, Berkeley, war eine Fellow der American Society of Landscape Architects und ein Gründungsmitglied der California Horticultural Society. Scott erhielt diverse Preise und Auszeichnungen.

## Leben
Geraldine Knight wurde in Idaho geboren. Nach dem Tod ihrer Eltern zog sie in die San Francisco Bay Area zu Verwandten. In der High School beschloss sie, Landschaftsarchitektin zu werden und schrieb sich 1922 am College of Agriculture der Universität Berkeley ein. Sie erhielt 1926 einen Abschluss in Landschaftsarchitektur. Enttäuscht von der starken Betonung der Wissenschaft und dem Mangel an Kunst und Design in Berkeley, besuchte Scott von 1926 bis 1928 Kunst- und Architekturkurse an der Cornell University.
Im Jahr 1928 begann Scott ihre berufliche Laufbahn in Südkalifornien im Büro von A. E. Hanson. In den nächsten zwei Jahren arbeitete sie an verschiedenen Projekten zu Gärten und Anwesen, darunter das Harold Lloyd Estate (auch bekannt als Greenacres) in Beverly Hills.
Im Jahr 1930 begab sich Scott auf eine Tournee durch Europa. Sie verbrachte fast zwei Jahre im Ausland, um historische italienische Villen an der Accademia di Belle Arti di Roma zu studieren und berühmte Gärten in Frankreich und Spanien zu besuchen. Außerdem besuchte sie die Sorbonne in Paris und studierte Wohnprojekte in Österreich und Deutschland. Scott kehrte 1932 nach Kalifornien zurück und da sie aufgrund der Großen Depression keine Arbeit finden konnte, ging sie zurück an die Universität Berkeley, wo sie Malerei bei der japanischen Künstlerin Chiura Obata studierte. 1933 trat sie in das Büro von Helen Van Pelt in Marin County ein und belegte Farbtheoriekurse bei Rudolph Schaeffer an der Rudolph Schaeffer School of Design.
Im Jahr 1939 heiratete sie den Journalisten Mellier G. Scott aus Los Angeles, mit dem sie ein starkes Interesse an Fragen der Stadt- und Regionalplanung teilte. Nach einer Reise zur Besichtigung von Wohnungsbauprojekten in Europa kehrten sie nach Los Angeles zurück und Scott wurde Direktorin des Citizens Housing Council zur Förderung des öffentlichen Wohnungsbaus. Sie wurde auch das erste weibliche Mitglied der Los Angeles Regional Planning Commission, wo sie sich mit Freizeitplanung und Kriegswohnungen beschäftigte.
Sowohl Scott als auch ihr Mann engagierten sich in Telesis, einer Gruppe von Designern und Planern, die sich für die sozialen Auswirkungen von Architektur und Landschaftsgestaltung interessierten und die sich in Nordkalifornien gebildet hatte. Sie gründeten eine Telesis South Group, „um zu versuchen, bessere Wege der Planung für die Zukunft zu durchdenken“. Diese Gruppe organisierte eine Ausstellung, um ihre Ideen im Los Angeles County Museum of Art vorzustellen, so wie es die Gruppe aus San Francisco im San Francisco Museum of Modern Art getan hatte. 1941 zogen die Scotts nach Berkeley, Kalifornien, wo sie sich an der San Francisco Telesis Group beteiligten und in der San Francisco Housing and Planning Commission mitarbeiteten. Das Engagement bei Telesis und ihre Arbeit während des Krieges inspirierten Geraldine, weiterhin im öffentlichen Sektor zu arbeiten. „Zurück zu privaten Arbeiten zu gehen, hatte danach keinen großen Reiz“, sagte sie.
Scott eröffnete 1948 ein eigenes Büro für Landschaftsarchitektur mit dem Schwerpunkt auf Standortplanung und der Integration der bestehenden Landschaft in das Projekt. Ihre Arbeit umfasste Wohnhäuser, Schulen und Büroparklandschaften, aber auch private Gärten. Ihr Talent für visuelle Pflanzenkombinationen und ihr Wissen über die kalifornische Flora veranlassten den Landschaftsarchitekten Dan Kiley, Scott 1963 als gärtnerische Beraterin in sein Designteam für den Garten des Oakland Museum of California einzuladen. Als Landschaftsarchitektin vor Ort war Scott für die Pflanzenauswahl und zahlreiche andere gärtnerische und bautechnische Details verantwortlich. Sie und ihre Kollegin Mai Kitazawa Arbegast halfen, die Gärten zu erhalten, zu schützen und später zu restaurieren, nachdem sie verfallen waren.
1952 begann sie in Teilzeit an der University of California, Berkeley, im Fachbereich Landschaftsarchitektur zu unterrichten. Ihr Unterricht umfasste Standortplanung, Bepflanzung und Design und integrierte Skulptur, Malerei und Tanz als Werkzeuge, um den Raum zu sehen und zu fühlen, bevor sie ihn mit Bäumen und Sträuchern artikulierte. Sie betonte auch die physischen Eigenschaften von Pflanzen – Farbe, Form, Größe und Textur – als Gestaltungsmittel. 1962 beauftragte die Abteilung für Landschaftsarchitektur Scott mit der Verwaltung des neu erworbenen Blake Estate. Sie stellte 1964 einen langfristigen Plan für die Gärten fertig und entwickelte sie zu einer wichtigen Ressource für die Ausbildung vor Ort. Scott lehrte und praktizierte gleichzeitig bis zu ihrer Pensionierung im Jahr 1968.

## Projekte
Zu Scotts bemerkenswertesten Projekten gehören das Pacific House auf der Golden Gate International Exposition (1939), das Daphne Funeral Home in San Francisco (1953), das Oakland Museum of California (1963) und der Blake Garden (Kensington, CA) (1964). Scott arbeitete in vielen städtischen Kommissionen und Gremien mit, darunter sieben Jahre in der Berkeley Civic Art Commission. Sie war ein Gründungsmitglied der California Horticultural Society (1935), trat 1937 der American Society of Landscape Architects (ASLA) bei und wurde 1972 zum ASLA-Fellow gewählt. Von 1974 bis 1975 war sie Mitglied der ASLA-Arbeitsgruppe für „Frauen in der Landschaftsarchitektur“.
Scott machte zwei beträchtliche Vermächtnisse an das Department of Landscape Architecture an der Universität Berkeley: ein Reisestipendienprogramm für Studierende und eine Stiftung für die Erforschung der Geschichte der Landschaftsarchitektur, einschließlich der Erweiterung, Katalogisierung und Pflege der Landschaftsarchitektur-Archive in der Dokumentensammlung, jetzt das Environmental Design Archives am College of Environmental Design.
Die Geraldine Knight Scott Collection wird im Environmental Design Archives aufbewahrt und dokumentiert Scotts persönliche und berufliche Aktivitäten anhand von Zeichnungen, Manuskripten und Fotos. Die Sammlung umfasst von Scott verfasste biografische Informationen, Ausbildungsunterlagen, Reisetagebücher, Fakultätsunterlagen, Korrespondenz, mündliche Erzählungen und von Scott gegebene Interviews. Die Projektunterlagen dokumentieren von Scott entworfene Projekte aus den Jahren 1935–1987 und umfassen die oben genannten Projekte. Die Sammlung umfasst auch viele private Gärten, Ausstellungen, professionelle Parks, kommerzielle und Bildungsprojekte.